# Vierschansentoernooi 2014
Het Vierschansentoernooi 2014 was de 62e editie van het schansspringtoernooi dat traditioneel rond de jaarwisseling wordt georganiseerd. Het toernooi ging van start op 28 december 2013 met de kwalificatie in Oberstdorf en eindigde op 6 januari 2014 met de afsluitende wedstrijd in Bischofshofen. De schansspringer die over de vier wedstrijden de meeste punten verzamelde, was de winnaar van het Vierschansentoernooi. Alle wedstrijden tellen ook mee voor de individuele wereldbeker.
Het toernooi werd gewonnen door de Oostenrijker Thomas Diethart, die zowel de tweede wedstrijd in Garmisch-Partenkirchen als de vierde wedstrijd in Bischofshofen won.

## Programma
| Datum      | Tijd  | Plaats                 | Schans                              | Schansrecord | Detail       |
| ---------- | ----- | ---------------------- | ----------------------------------- | ------------ | ------------ |
| 28/12/2013 | 16:30 | Oberstdorf             | Schattenbergschanze (HS 137)        | 143,5 m      | Kwalificatie |
| 29/12/2013 | 16:30 | Oberstdorf             | Schattenbergschanze (HS 137)        | 143,5 m      | Wedstrijd    |
| 31/12/2013 | 14:00 | Garmisch-Partenkirchen | Große Olympiaschanze (HS 140)       | 143,5 m      | Kwalificatie |
| 01/01/2014 | 14:00 | Garmisch-Partenkirchen | Große Olympiaschanze (HS 140)       | 143,5 m      | Wedstrijd    |
| 03/01/2014 | 14:00 | Innsbruck              | Bergisel-Schanze (HS 130)           | 136 m        | Kwalificatie |
| 04/01/2014 | 14:00 | Innsbruck              | Bergisel-Schanze (HS 130)           | 136 m        | Wedstrijd    |
| 05/01/2014 | 16:30 | Bischofshofen          | Paul-Ausserleitner-Schanze (HS 140) | 143 m        | Kwalificatie |
| 06/01/2014 | 16:00 | Bischofshofen          | Paul-Ausserleitner-Schanze (HS 140) | 143 m        | Wedstrijd    |

## Resultaten

### Oberstdorf
| Uitslag | Uitslag               | Uitslag | Uitslag           | Uitslag | Uitslag |
| #       | Naam                  | Land    | Sprongen          | Punten  |         |
| ------- | --------------------- | ------- | ----------------- | ------- | ------- |
| 1       | Simon Ammann          | SUI     | 139,0 m – 133,0 m | 301,9   |         |
| 2       | Anders Bardal         | NOR     | 133,0 m – 133,5 m | 297,9   |         |
| 3       | Peter Prevc           | SLO     | 139,5 m – 134,0 m | 297,3   |         |
| 3       | Thomas Diethart       | AUT     | 139,0 m – 134,5 m | 297,3   |         |
| 5       | Thomas Morgenstern    | AUT     | 132,0 m – 134,5 m | 296,8   |         |
| 6       | Noriaki Kasai         | JPN     | 133,0 m – 130,5 m | 294,5   |         |
| 7       | Michael Hayböck       | AUT     | 131,0 m – 129,5 m | 284,6   |         |
| 8       | Marinus Kraus         | GER     | 130,5 m – 133,0 m | 282,0   |         |
| 9       | Gregor Schlierenzauer | AUT     | 130,5 m – 137,0 m | 281,6   |         |
| 10      | Severin Freund        | GER     | 130,5 m – 127,5 m | 279,3   |         |

| Klassement | Klassement            | Klassement | Klassement |
| #          | Naam                  | Land       | Punten     |
| ---------- | --------------------- | ---------- | ---------- |
| 1          | Simon Ammann          | SUI        | 301,9      |
| 2          | Anders Bardal         | NOR        | 297,9      |
| 3          | Peter Prevc           | SLO        | 297,3      |
| 3          | Thomas Diethart       | AUT        | 297,3      |
| 5          | Thomas Morgenstern    | AUT        | 296,8      |
| 6          | Noriaki Kasai         | JPN        | 294,5      |
| 7          | Michael Hayböck       | AUT        | 284,6      |
| 8          | Marinus Kraus         | GER        | 282,0      |
| 9          | Gregor Schlierenzauer | AUT        | 281,6      |
| 10         | Severin Freund        | GER        | 279,3      |

### Garmisch-Partenkirchen
| Uitslag | Uitslag               | Uitslag | Uitslag           | Uitslag | Uitslag |
| #       | Naam                  | Land    | Sprongen          | Punten  |         |
| ------- | --------------------- | ------- | ----------------- | ------- | ------- |
| 1       | Thomas Diethart       | AUT     | 141,0 m – 140,5 m | 296,1   |         |
| 2       | Thomas Morgenstern    | AUT     | 139,0 m – 139,0 m | 285,1   |         |
| 3       | Simon Ammann          | SUI     | 133,5 m – 139,0 m | 278,5   |         |
| 4       | Anders Fannemel       | NOR     | 138,0 m – 136,5 m | 275,7   |         |
| 5       | Andreas Wellinger     | GER     | 134,0 m – 134,5 m | 267,2   |         |
| 6       | Noriaki Kasai         | JPN     | 141,0 m – 140,5 m | 265,3   |         |
| 7       | Kamil Stoch           | POL     | 135,0 m – 131,0 m | 264,9   |         |
| 8       | Gregor Schlierenzauer | AUT     | 133,5 m – 133,0 m | 264,8   |         |
| 9       | Richard Freitag       | GER     | 133,0 m – 133,5 m | 264,2   |         |
| 10      | Anssi Koivuranta      | FIN     | 136,5 m – 129,5 m | 263,9   |         |

| Klassement | Klassement            | Klassement | Klassement |
| #          | Naam                  | Land       | Punten     |
| ---------- | --------------------- | ---------- | ---------- |
| 1          | Thomas Diethart       | AUT        | 593,4      |
| 2          | Thomas Morgenstern    | AUT        | 581,9      |
| 3          | Simon Ammann          | SUI        | 580,4      |
| 4          | Noriaki Kasai         | JPN        | 559,8      |
| 5          | Anders Bardal         | NOR        | 558,5      |
| 6          | Peter Prevc           | SLO        | 554,4      |
| 7          | Gregor Schlierenzauer | AUT        | 546,5      |
| 8          | Michael Hayböck       | AUT        | 537,8      |
| 9          | Kamil Stoch           | POL        | 536,9      |
| 10         | Taku Takeuchi         | JPN        | 530,9      |

### Innsbruck
| Uitslag | Uitslag               | Uitslag | Uitslag | Uitslag | Uitslag |
| #       | Naam                  | Land    | Sprong  | Punten  |         |
| ------- | --------------------- | ------- | ------- | ------- | ------- |
| 1       | Anssi Koivuranta      | FIN     | 132,5 m | 127,5   |         |
| 2       | Simon Ammann          | SUI     | 133,5 m | 126,3   |         |
| 3       | Kamil Stoch           | POL     | 126,5 m | 126,2   |         |
| 4       | Gregor Schlierenzauer | AUT     | 131,5 m | 125,4   |         |
| 5       | Thomas Diethart       | AUT     | 126,5 m | 122,7   |         |
| 6       | Peter Prevc           | SLO     | 128,0 m | 122,1   |         |
| 7       | Noriaki Kasai         | JPN     | 126,0 m | 121,3   |         |
| 8       | Thomas Morgenstern    | AUT     | 119,5 m | 118,8   |         |
| 9       | Jarkko Määttä         | FIN     | 125,5 m | 117,5   |         |
| 10      | Denis Kornilov        | RUS     | 128,0 m | 117,4   |         |

| Klassement | Klassement            | Klassement | Klassement |
| #          | Naam                  | Land       | Punten     |
| ---------- | --------------------- | ---------- | ---------- |
| 1          | Thomas Diethart       | AUT        | 716,1      |
| 2          | Simon Ammann          | SUI        | 706,7      |
| 3          | Thomas Morgenstern    | AUT        | 700,7      |
| 4          | Noriaki Kasai         | JPN        | 681,1      |
| 5          | Peter Prevc           | SLO        | 676,5      |
| 6          | Anders Bardal         | NOR        | 672,2      |
| 7          | Gregor Schlierenzauer | AUT        | 671,8      |
| 8          | Kamil Stoch           | POL        | 663,1      |
| 9          | Michael Hayböck       | AUT        | 640,1      |
| 10         | Klemens Murańka       | POL        | 635,9      |

### Bischofshofen
| Uitslag | Uitslag            | Uitslag | Uitslag           | Uitslag | Uitslag |
| #       | Naam               | Land    | Sprongen          | Punten  |         |
| ------- | ------------------ | ------- | ----------------- | ------- | ------- |
| 1       | Thomas Diethart    | AUT     | 138,5 m – 140,0 m | 296,5   |         |
| 2       | Peter Prevc        | SLO     | 139,5 m – 138,5 m | 294,8   |         |
| 3       | Thomas Morgenstern | AUT     | 137,0 m – 142,0 m | 293,6   |         |
| 4       | Simon Ammann       | SUI     | 137,5 m – 137,0 m | 285,7   |         |
| 5       | Noriaki Kasai      | JPN     | 133,5 m – 137,5 m | 281,0   |         |
| 6       | Anders Bardal      | NOR     | 133,5 m – 134,5 m | 278,4   |         |
| 7       | Anders Fannemel    | NOR     | 132,0 m – 135,5 m | 276,1   |         |
| 8       | Kamil Stoch        | POL     | 134,0 m – 133,5 m | 275,1   |         |
| 9       | Andreas Wellinger  | GER     | 134,0 m – 133,5 m | 273,3   |         |
| 10      | Severin Freund     | GER     | 133,0 m – 133,5 m | 271,7   |         |

| Klassement | Klassement            | Klassement | Klassement |
| #          | Naam                  | Land       | Punten     |
| ---------- | --------------------- | ---------- | ---------- |
| 1          | Thomas Diethart       | AUT        | 1012,6     |
| 2          | Thomas Morgenstern    | AUT        | 994,3      |
| 3          | Simon Ammann          | SUI        | 992,4      |
| 4          | Peter Prevc           | SLO        | 971,3      |
| 5          | Noriaki Kasai         | JPN        | 962,1      |
| 6          | Anders Bardal         | NOR        | 950,6      |
| 7          | Kamil Stoch           | POL        | 938,2      |
| 8          | Gregor Schlierenzauer | AUT        | 932,0      |
| 9          | Michael Hayböck       | AUT        | 906,8      |
| 10         | Andreas Wellinger     | GER        | 895,7      |